# Ifeoma Ozoma
Ifeoma Ozoma (Estats Units d'Amèrica, 1991 o 1992) és una especialista en polítiques públiques i defensora de la igualtat social dintre de la indústria tecnològica. Després de dos anys treballant a Pinterest, Ozoma va dimitir i va parlar sobre el maltractament i la discriminació racial que al·legava haver patit a l'empresa. Posteriorment va crear una empresa de consultoria anomenada Earthseed i ha treballat per promoure una legislació que protegeixi els altertadors i ofereixi garanties laborals als treballadors d'aquest sector. És la directora de responsabilitat tecnològica a la Universitat de Califòrnia.
Ha estat reconeguda per The Root, Time i la BBC pel seu treball.

## Biografia

### Joventut
Ozoma va néixer una família d'immigrants nigerians i va créixer a Anchorage, Alaska i Raleigh, Carolina del Nord. Va obtenir la llicenciatura en Ciències polítiques en la Universitat Yale, graduant-se l'any 2015.

### Carrera professional
Un cop va concloure els seus estudis superiors, Ozoma es va incorporar a Google, treballant a l'oficina de Washington DC en el departament de polítiques públiques. Després va passar dos anys a Facebook, a Silicon Valley, treballant en relacions internacionals.

#### Pinterest

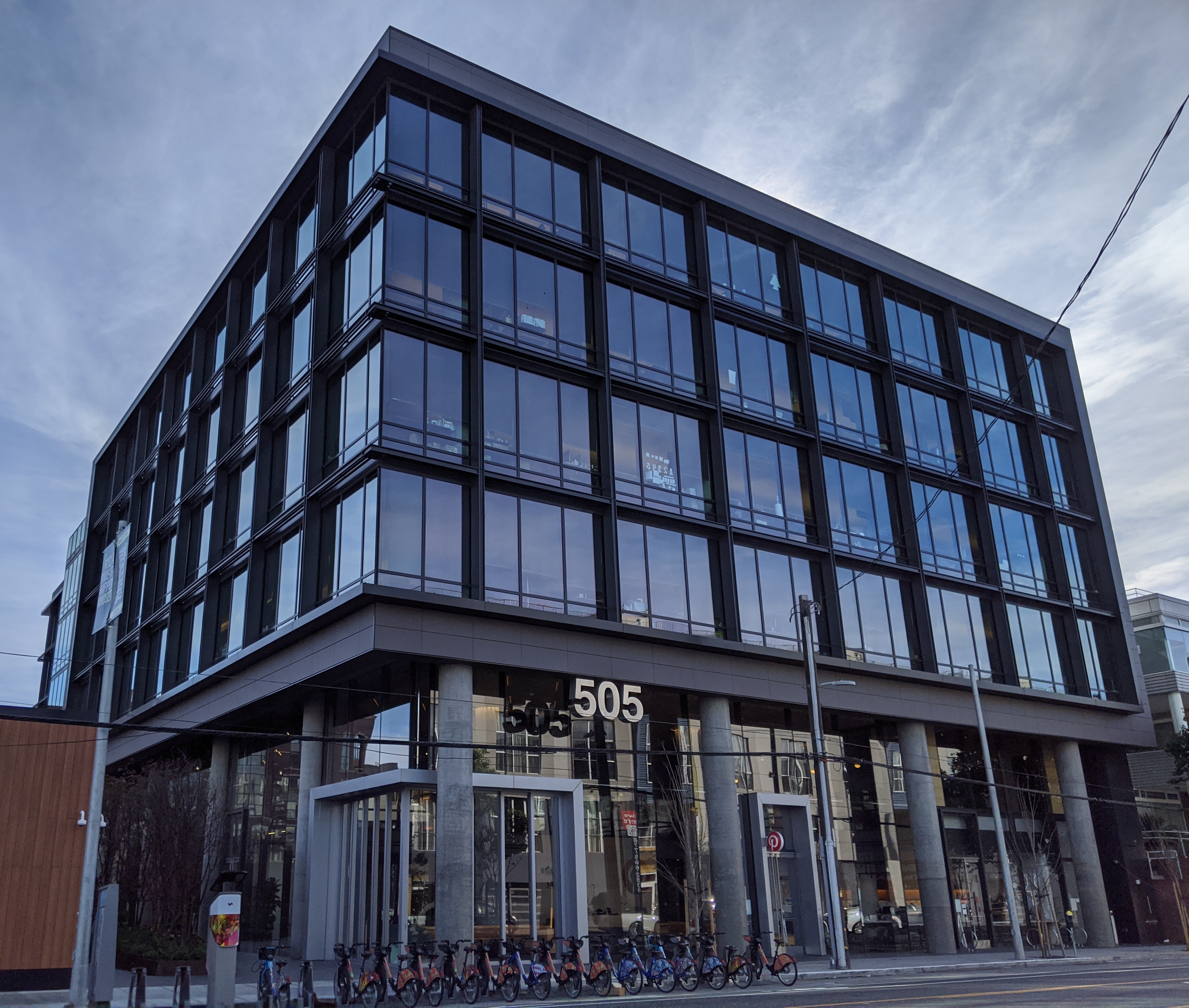
Seu de Pinterest a San Francisco.

El 2018, Ozoma va unir-se al nou equip de polítiques públiques i impacte de Pinterest el 2018. Mentre estava a Pinterest, va encapçalar la decisió de deixar de promocionar les antigues plantacions d'esclaus com a espais on celebrar-hi casaments. També va treballar en temes com la desinformació mèdica i va ajudar l'empresa a implementar una política per prohibir contingut antivacunes en la seva plataforma.
Mentre estava a Pinterest, va passar un any exigint un augment de sou, argumentant que hauria de rebre una remuneració equivalent a la de companys amb experiència i responsabilitats similars. Finalment, va contractar un advocat per ajudar-la en les negociacions.
Després que Ozoma va suggerir que l'empresa afegís un avís de contingut a les publicacions de Ben Shapiro, un comentarista polític conservador que havia descrit com «supremacista blanc», un col·lega va filtrar el seu telèfon personal, nom i fotografies, que van ser publicats en pàgines web d'extrema dreta. Ozoma va començar a rebre amenaces de mort, mentre que Pinterest no va ajudar-la en la reclamació per retirar les seves dades personals ni tampoc va castigar l'empleat responsable.
Ozoma se sentia frustrada pel que va descriure com una resposta «perillosament inadequada» a la filtració i per la infructuosa reclamació d'un augment salarial; així que les crítiques que va rebre per part d'un directiu, sobre el llenguatge emprat en la nova política sobre locals de noces, va ser la gota que va fer vessar el got. El maig de 2020, Ozoma va renunciar al seu càrrec i va presentar una queixa al Departament d'Ocupació. Finalment, va arribar a un acord amb Pinterest.
El mes següent, Ozoma va airejar la seva experiència a Pinterest, trencant un acord de confidencialitat, davant l'actitud que la plataforma havia tingut arran de les protestes per l'assassinat de George Floyd i pel moviment Black Lives Matter, que va qualificar de «suport buit». Juntament amb la seva col·lega Aerica Shimizu Banks, que també havia dimitit i denunciat Pinterest, va declarar públicament que havia sigut remunerada inequitativament i que havia rebut represàlies per exigir una millora. Ambdues van criticar un clima «hostil i discriminatori cap a les dones negres». A l'agost, els empleats de Pinterest van protestar pel maltractament de l'empresa a les dones, especialment a les dones de color.
Ozoma i Banks van rebre menys d'un any d'indemnització per acomiadament quan van renunciar. Uns mesos més tard, Françoise Brougher, antiga cap d'operacions de Pinterest, va rebre una compensació de 22,5 milions de dòlars en una demanda per discriminació de gènere contra l'empresa. Des de la indústria tecnològica, van aparèixer veus crítiques amb Pinterest pel que consideraven una discriminació racial, comparant el tracte ofert a Ozoma i Banks i el de Brougher, que és blanca. Segons The Guardian, Ozoma i Banks havien assentat les bases perquè altres membres de l'empresa, inclosa Brougher, parlessin sobre la discriminació.
Després de renunciar a Pinterest, Ozoma va fundar Earthseed, una empresa de consultoria centrada en l'equitat en la indústria tecnològica.

### LleiSilenced no more
Ozoma va promoure la llei Silenced No More a l'estat de Califòrnia, una legislació que protegeix els empleats que parlin d'assetjament i discriminació tot i haver signat un acord de confidencialitat. El projecte de llei va ser escrit per Ozoma i la senadora Connie Leyva, i va ser aprovat per l'Assemblea de l'Estat de Califòrnia. El text va ser sancionat pel governador Gavin Newsom l'octubre de 2021 i va entrar en vigor l'1 de gener de 2022.
A la tardor del 2021, el cas d'Ozoma va inspirar Chelsey Glasson, una antiga empleada de Google, qui va demandar la companyia per discriminació durant l'embaràs; i també va treballar amb Cher Scarlett, una antiga enginyera de programari d'Apple i activista laboral que havia estat líder del moviment #AppleToo, per presentar un projecte de llei similar a l'estat de Washington —aprovat el març de 2022. Google i Apple es van comprometre a complir les directrius de la llei Silenced No More amb tots els seus empleats.

### Manual del Treballador tecnològic
En col·laboració amb organitzacions com Omidyar Network, The Signals Network i Lioness, Ozoma va llançar The Tech Worker Handbook l'octubre de 2021. Es tracta d'un lloc web que conté recursos gratuïts per als treballadors tecnològics que busquen prendre decisions més informades sobre si s'han de pronunciar sobre temes d'interès públic. El manual orienta els treballadors a través del que poden trobar-se en el procés legal, ofereix consells sobre com apropar-se als mitjans de comunicació i informació sobre com actuar davant les represàlies, verbals o físiques. També s'inclouen anècdotes i recomanacions d'altres denunciants del sector.

## Reconeixements
- L'any 2021 va ser inclosa en la llista The Root's 2021,[25] que el portal The Root publica anualment sobre els afroamericans més influents en diversos camps.[26]
- L'any 2022, Ozoma va ser reconeguda per la revista Time en la seva llista 100 Next, mentre que la corporació BBC va incloure-la en la llista 100 Women.[27]